# Медиафраншиза
Ме́диафранши́за (от фр. franchise), также ме́диафранча́йз (англиц. от media franchise) — линейка медиапродукции: литературные произведения, фильмы, телепередачи, компьютерные игры и т. п., — связанной персонажами, антуражем и торговой маркой и состоящей из оригинального произведения и его производных. Интеллектуальная собственность на неё может быть лицензирована другим сторонам или партнёрам для дальнейшего выпуска производных работ и/или коммерческой эксплуатации продукции в рамках мерчандайзинга.
Медиафраншизы обычно возникают, когда произведение из одной формы переходит в другую. Например, литературные произведения часто экранизируются, телесериалы иногда превращаются в художественные фильмы, а фильмы получают продолжение в виде телесериала. Некоторые книги основаны на сюжетах известных фильмов и телешоу (например, «Звёздный путь», «Доктор Кто», «Звёздные войны», «Вавилон-5» и т. д.). Кроме этого, объектами франшизы могут быть любые предметы для поклонников: одежда и аксессуары, игрушки, предметы интерьера, бижутерия, письменные принадлежности и т. д.